# 陳冠華
陳冠華（1912年7月23日—2002年2月24日），一說是1911年出生，原名陳水柳，暱稱「魚鰍」、「魚鰍先」（臺灣話「鰍」、「柳」同音，取自他原名的諧音）。台灣戲曲樂師、作曲家、樂器工藝家，生於台北萬華，因膽癌在台北市萬華區辭世。
能演奏喇叭弦、殼子弦、大廣弦、嗩吶、二胡、高胡、中胡、低胡、月琴、秦琴、三弦、管、笛、簫、京胡、京二胡、板胡、六角弦、揚琴、鼓、鑼、鐃鈸、小提琴、薩克斯風、爵士鼓、黑管、吉他。能自製喇叭弦、殼子弦、大廣弦、嗩吶、月琴、秦琴、三弦、管、笛、簫。
曾任國立台灣藝術專科學校中國音樂科副教授、中國文化大學音樂學系中國音樂組教授、台北市立社會教育館台灣民俗歌謠班指導教師，1956年自組「省都什音團」，同時成立京劇團「省都國劇團」，後改名「陳冠華民俗樂團」。
1925年參加北投「清樂軒」子弟社，學台灣北管音樂。1926年到1935年間，做布袋戲團、歌仔戲團領奏琴師（兼嗩吶），並為科儀經懺和喪禮樂隊樂師。1926年，師從張圭（收錄在施叔青《台上台下》1書中的〈魚鰍先〉這篇專訪漢字作張雞）學習嗩吶。1933年到1934年間，師從杜蚶學戲曲音樂藝術和管（鴨母噠仔），後隨杜蚶進入音樂界，參與錄製許多戲曲唱片、民樂唱片和流行音樂唱片。曾任職日東唱片(Nitto)、勝利唱片(Victor)、美樂唱片(Biraku)等，為「日東唱片公司創作《望鄉調》、《深夜恨》、《茉莉花》等台語流行歌曲。
1936年，與陳秋霖、蘇桐共同參與「台灣新東洋樂研究會」，研製喇叭弦。1937年，中日戰爭爆發後，與蘇桐、陳秋霖被日軍留用為台灣戲曲樂師，參加日軍的文藝工作隊「明光新劇團」，演奏西樂，為宣傳劇伴奏。
戰後任職多個歌仔戲、布袋戲、北管戲、高甲戲、南管戲、京劇等各劇種表演團體。於「正聲天馬歌劇團」和「神仙歌劇團」任主奏樂師演奏嗩吶、月琴、三弦、管等樂器。曾應邀到拉丁美洲、美國、日本、印尼、北京、天津、上海等地巡迴演奏。
1998年行政院文化建設委員會為表彰他的音樂成就，出版《陳冠華的臺灣福佬民間音樂》雙CD與專書，收錄他的作品和演奏。
2005年國立傳統藝術中心出版《陳冠華的吹拉彈唱》專書與3DVD。

## 主要學生
- 林水泉
- 劉松輝
- 廖瓊枝
- 吳榮燦
- 林聰曉
- 王峰山

## 重要創作
歌仔戲新曲調
- 《廣東怨》
- 《日月嘆》
- 《心傷悲》

台語流行曲
- 《望鄉調》
- 《深夜恨》
- 《茉莉花》由許再添記譜引進歌仔戲，經導演石文戶定名為《花嬌豔》，是常用曲調。
- 《玉蘭花》
- 《車友歌》
- 《勸浪子》
- 《勸小姐》
- 《月光心嘆》
- 《黃金的世界》
- 《夜半的鐘聲》
- 《深夜的延平路》
- 《同情調》
- 《喜樂調》

## 外部連結
- 臺灣音樂群像 陳冠華 （页面存档备份，存于）